# Трубило, Геннадий Алексеевич
Геннадий Алексеевич Трубило (, род. 1971, Слоним, Гродненская область) — белорусский государственный деятель, Министр жилищно-коммунального хозяйства Республики Беларусь с 28 июля 2023 года.бел. Геннадзь Аляксеевіч Трубіло

## Биография
Родился в 1971 году в Слониме. Окончил Белорусскую государственную политехническую академию и Академию управления при Президенте Республики Беларусь.
Начинал трудовую деятельность в 1993 году механиком коммерческой производственной фирмы. Потом работал мастером, главным инженером различных ЖЭС Заводского района Минска, а с 1998 года руководил ЖЭС № 28 Заводского района. В 2002 году был назначен заместителем директора по благоустройству и санитарному состоянию жилого фонда ЖРЭО Заводского района г. Минска. С 2009 по 2012 год являлся директором ЖРЭО № 2 Фрунзенского района Минска.
С 2012 года работает в Министерстве жилищно-коммунального хозяйства Республики Беларусь. Работал заместителем министра, с 26 июня 2018 года — первым заместителем Министра жилищно-коммунального хозяйства Республики Беларусь.
28 июля 2023 года назначен Министром жилищно-коммунального хозяйства Республики Беларусь.

## Награды
- Почетная грамота Национального собрания Республики Беларусь (2012)[3].